# Ilbono
Ilbono là một đô thị tại tỉnh Ogliastra trong vùng Sardinia, có vị trí khoảng 80 km về phía đông bắc của Cagliari và khoảng 9 km về phía tây nam của Tortolì. Tại thời điểm ngày 31 tháng 12 năm 2004, đô thị này có dân số 2.254 người và diện tích là 30,9 km².
Ilbono giáp các đô thị: Arzana, Bari Sardo, Elini, Lanusei, Loceri, Tortolì.